# Königstetten
Königstetten ist eine Marktgemeinde mit 2521 Einwohnern (Stand 1. Jänner 2025) im Bezirk Tulln in Niederösterreich.

## Geografie
Königstetten liegt südlich von Langenlebarn, Muckendorf-Wipfing und Zeiselmauer-Wolfpassing am Südrand des Tullnerfeldes und am nördlichen Rand des Wienerwaldes in Niederösterreich. Die Fläche der Marktgemeinde umfasst dreizehn Quadratkilometer, davon sind 44 Prozent bewaldet, 41 Prozent werden landwirtschaftlich genutzt und elf Prozent sind Weingärten.
Durch die Gemeinde fließen der von Tulbing kommende Hauptgraben mit seinen Zubringern Eberhartsbach und Marleitenbach. Die Ebene des Tullnerfeldes liegt 170 Meter über dem Meeresniveau, die höchste Erhebung ist im Südosten der Tulbinger Kogel mit 494 Meter.

### Gemeindegliederung
Es gibt nur die Katastralgemeinde Königstetten.

### Nachbargemeinden
| Tulln   | Muckendorf-Wipfing                          | Zeiselmauer-Wolfpassing |
| Tulbing | Kompassrose, die auf Nachbargemeinden zeigt |                         |
|         | Mauerbach (PL)                              | St. Andrä-Wördern       |

## Geschichte

Königstetten (Mitte oben) und seine Umgebung in der Landesaufnahme um 1872

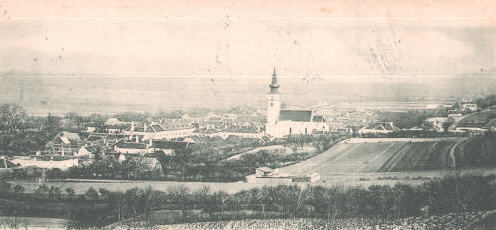
Ansicht um 1900

Durch Schenkungen kam das östliche Tullnerfeld im 9. Jahrhundert in den Besitz des Bischofs von Passau. Der Name Königstetten wird von Chunihohesstetin hergeleitet. Chunihoh ist ein mittelhochdeutscher männlicher Name. Die erste Erwähnung findet sich 985 in einer Urkunde des Bischofs Pilgrim von Passau (971–991). Der Weinbau wird erstmals 1083 erwähnt. Die Klöster Göttweig und St. Pölten hatten Weingartenbesitzungen, 1292 hatte auch das oberösterreichische Kloster Schlägl Weingärten in Königstetten. Der Bischof von Passau errichtete ein Schloss und ab 1415 war dieses der Verwaltungssitz. Im Jahr 1438 verlieh König Albrecht II. Königstetten das Marktrecht.
Pfarrlich gehörte Königstetten ursprünglich zu St. Andrä. Die erste Kapelle war ein dreischiffiger romanischer Bau, der von einem Kaplan betreut wurde. Mit der Verlegung des Verwaltungssitzes begann auch der Bau einer gotischen Kirche. Sie wurde um 1450 noch ohne Turm  fertiggestellt. Ein Erdbeben im Jahr 1590 ließ das Gewölbe einstürzen, nur der Altarraum blieb stehen. Nach mehreren Jahren wurde die Kirche wieder aufgebaut, auch ein Turm wurde errichtet, der 1643 fertiggestellt wurde.
Im Jahr 1683 zog der südlichste Teil von Sobieskis Heer von Königstetten über den Tulbinger Steig zur Sophienalpe nach Wien zur Schlacht am Kahlenberg.
Im 19. Jahrhundert verdienten Bewohner von Königstetten ihren Lebensunterhalt als Fragner. Als Wanderhändler verkauften sie landwirtschaftliche Produkte (Obst und Milch) auf den Wiener Märkten. In der zweiten Hälfte des 20. Jahrhunderts erlebt die Gemeinde einen Aufschwung durch die Ansiedlung neuer Bevölkerungsschichten aus dem Raum Wien.

### Einwohnerentwicklung
| Königstetten: Einwohnerzahlen von 1869 bis 2025     | Königstetten: Einwohnerzahlen von 1869 bis 2025 | Königstetten: Einwohnerzahlen von 1869 bis 2025 | Königstetten: Einwohnerzahlen von 1869 bis 2025 | Königstetten: Einwohnerzahlen von 1869 bis 2025 |
| --------------------------------------------------- | ----------------------------------------------- | ----------------------------------------------- | ----------------------------------------------- | ----------------------------------------------- |
| Jahr                                                |                                                 |                                                 |                                                 | Einwohner                                       |
| 1869                                                | 1869                                            |                                                 | 1.097                                           | 1.097                                           |
| 1880                                                | 1880                                            |                                                 | 1.175                                           | 1.175                                           |
| 1890                                                | 1890                                            |                                                 | 1.197                                           | 1.197                                           |
| 1900                                                | 1900                                            |                                                 | 1.217                                           | 1.217                                           |
| 1910                                                | 1910                                            |                                                 | 1.241                                           | 1.241                                           |
| 1923                                                | 1923                                            |                                                 | 1.234                                           | 1.234                                           |
| 1934                                                | 1934                                            |                                                 | 1.169                                           | 1.169                                           |
| 1939                                                | 1939                                            |                                                 | 1.103                                           | 1.103                                           |
| 1951                                                | 1951                                            |                                                 | 1.183                                           | 1.183                                           |
| 1961                                                | 1961                                            |                                                 | 1.088                                           | 1.088                                           |
| 1971                                                | 1971                                            |                                                 | 1.202                                           | 1.202                                           |
| 1981                                                | 1981                                            |                                                 | 1.308                                           | 1.308                                           |
| 1991                                                | 1991                                            |                                                 | 1.635                                           | 1.635                                           |
| 2001                                                | 2001                                            |                                                 | 1.888                                           | 1.888                                           |
| 2011                                                | 2011                                            |                                                 | 1.982                                           | 1.982                                           |
| 2021                                                | 2021                                            |                                                 | 2.537                                           | 2.537                                           |
| 2025                                                | 2025                                            |                                                 | 2.521                                           | 2.521                                           |
| Quelle(n): Statistik Austria, Gebietsstand 1.1.2021 |                                                 |                                                 |                                                 |                                                 |

## Kultur und Sehenswürdigkeiten
- Schloss Königstetten

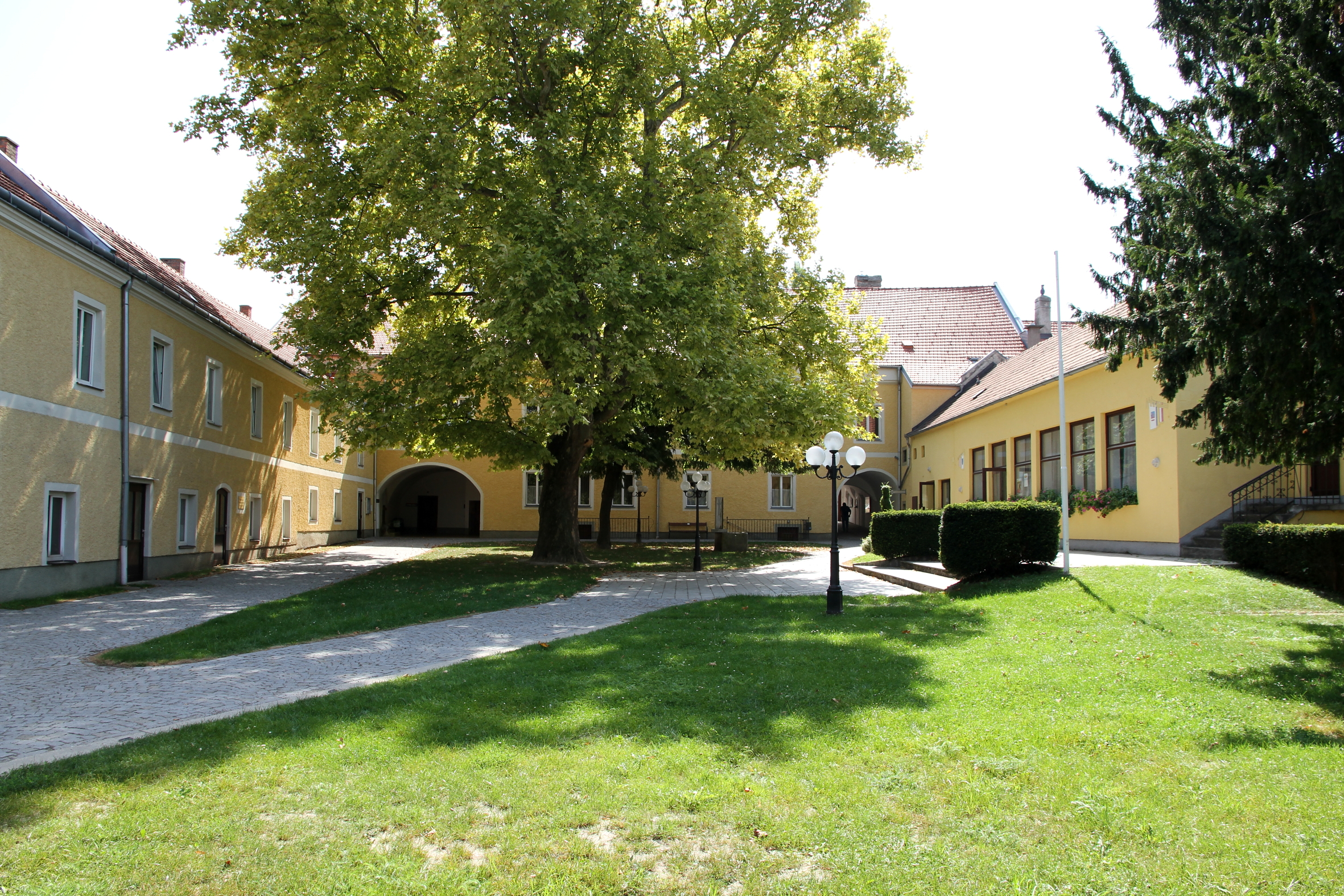
Schloss Königstetten

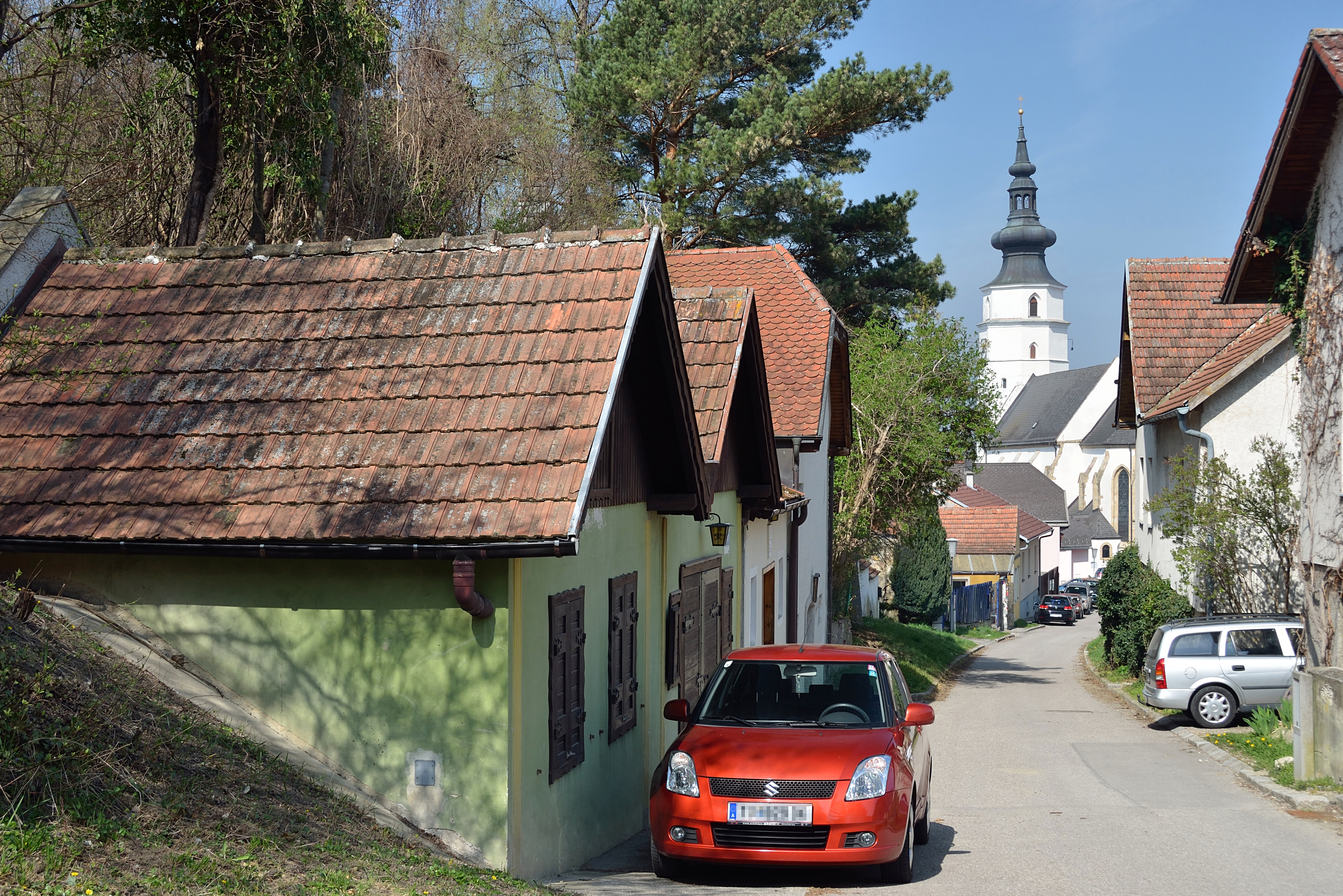
Pfarrkirche Königstetten und Kellergasse Kogelgasse

- Katholische Pfarrkirche Königstetten hl. Jakobus der Ältere
- Planetenweg Tullnerfeld – Wienerwald

## Wirtschaft und Infrastruktur
In Königstetten gibt es mehrere Heurigenbetriebe.

### Wirtschaftssektoren
Von den 23 landwirtschaftlichen Betrieben des Jahres 2010 waren neun Haupterwerbsbauern. Diese bewirtschafteten mehr als sechzig Prozent der Flächen. Der Großteil der Erwerbstätigen des Produktionssektors war in der Bauwirtschaft beschäftigt. Die wichtigsten Arbeitgeber des Dienstleistungssektors waren die Bereiche soziale und öffentliche Dienste (45), freiberufliche Dienstleistungen (31) und der Handel (19 Mitarbeiter).
| Wirtschaftssektor            | Anzahl Betriebe | Anzahl Betriebe | Erwerbstätige | Erwerbstätige |
| Wirtschaftssektor            | 2011            | 2001            | 2011          | 2001          |
| ---------------------------- | --------------- | --------------- | ------------- | ------------- |
| Land- und Forstwirtschaft 1) | 23              | 27              | 19            | 24            |
| Produktion                   | 13              | 18              | 62            | 129           |
| Dienstleistung               | 113             | 60              | 203           | 157           |

1) Betriebe mit Fläche in den Jahren 2010 und 1999

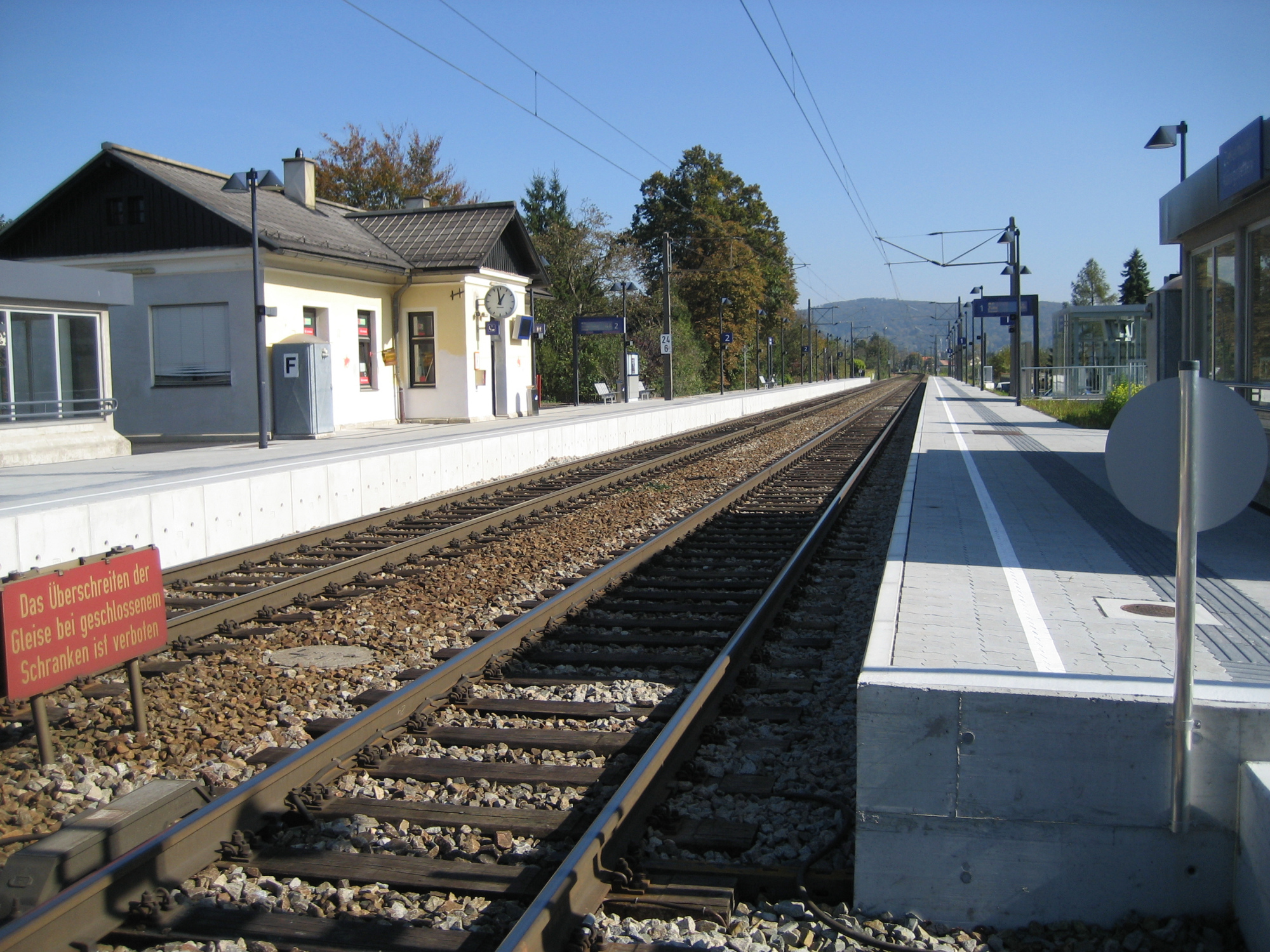
Bahnhof Zeiselmauer-Königstetten

### Arbeitsmarkt, Pendeln
Im Jahr 2011 lebten 982 Erwerbstätige in Königstetten. Davon arbeiteten 161 in der Gemeinde, mehr als achtzig Prozent pendelten aus.

### Verkehr
An der Franz-Josefs-Bahn gibt es die Haltestelle Zeiselmauer-Königstetten, die aber nahe bei Zeiselmauer liegt.

## Öffentliche Einrichtungen
In Königstetten befindet sich ein Kindergarten und eine Volksschule.

### Vereine
Der Ort besitzt eine Blasmusikkapelle und ein stark ausgeprägtes Vereinswesen.
Des Weiteren feierte die Freiwillige Feuerwehr 2024 ihr 150-jähriges Jubiläum und ist die älteste Feuerwehr des Tullnerfeldes.

### Sport
Schon seit 1905 existiert in Königstetten ein öffentliches Schwimmbad. Das zuvor aus Kostengründen dem Verfall preisgegebene „Parkbad“ wurde 2010 neu gestaltet und im Juli 2010 wiedereröffnet.
Viele internationale Erfolge konnte der 1973 gegründete Sportschützenverein Königstetten erzielen.

## Politik

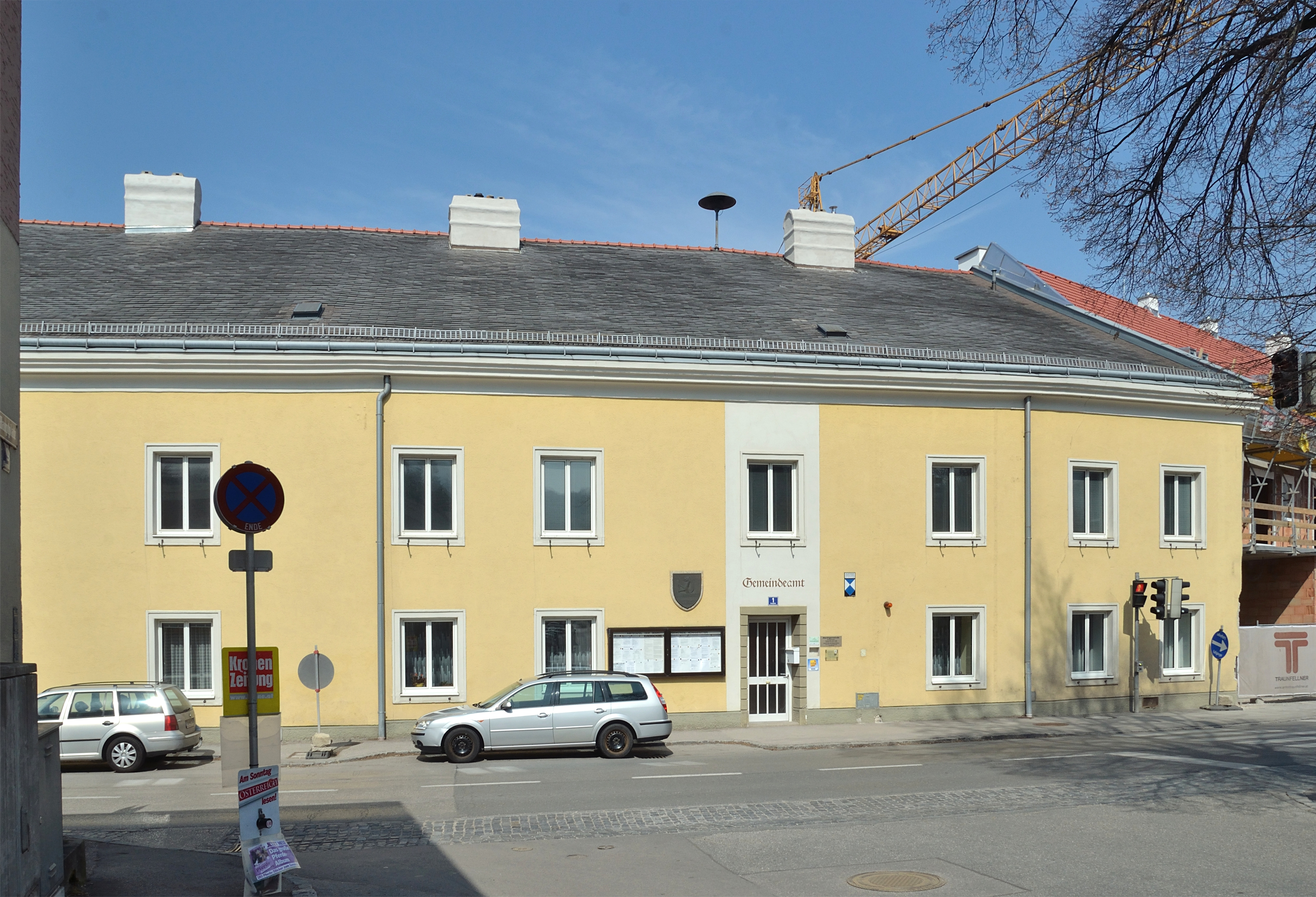
Gemeindeamt Königstetten

### Gemeinderat
| Der Gemeinderat hat 19 Mitglieder. - Mit den Gemeinderatswahlen in Niederösterreich 1990 hatte der Gemeinderat folgende Verteilung: 9 ÖVP, 6 SPÖ, 3 Sonstige und 1 ZIEL. - Mit den Gemeinderatswahlen in Niederösterreich 1995 hatte der Gemeinderat folgende Verteilung: 12 ÖVP, 6 SPÖ und 1 FPÖ. - Mit den Gemeinderatswahlen in Niederösterreich 2000 hatte der Gemeinderat folgende Verteilung: 11 ÖVP, 7 SPÖ und 1 FPÖ. - Mit den Gemeinderatswahlen in Niederösterreich 2005 hatte der Gemeinderat folgende Verteilung: 11 ÖVP und 8 SPÖ. - Mit den Gemeinderatswahlen in Niederösterreich 2010 hatte der Gemeinderat folgende Verteilung: 13 ÖVP, 5 SPÖ und 1 FPÖ. - Mit den Gemeinderatswahlen in Niederösterreich 2015 hatte der Gemeinderat folgende Verteilung: 12 ÖVP, 3 SPÖ, 2 Grüne und 2 FPÖ. - Mit den Gemeinderatswahlen in Niederösterreich 2020 hatte der Gemeinderat folgende Verteilung: 13 ÖVP, 5 SPÖ und 1 FPÖ. - Mit den Gemeinderatswahlen in Niederösterreich 2025 hat der Gemeinderat folgende Verteilung: 14 ÖVP, 5 SPÖ und 2 FPÖ. | Die zur Anzeige dieser Grafik verwendete Erweiterung wurde dauerhaft deaktiviert. Wir arbeiten aktuell daran, diese und weitere betroffene Grafiken auf ein neues Format umzustellen. (Mehr dazu) |

### Bürgermeister
- 1978–1993 Dietrich Heindl (ÖVP)
- bis 2005 Friedrich Vock (ÖVP)
- 2005–2024 Roland Nagl (ÖVP)[19]
- seit 2024 Ronald Gutscher (ÖVP)[20]

## Persönlichkeiten
Ehrenbürger der Gemeinde
- Dietrich Heindl (* 1942), Berufsschuldirektor und Politiker

Söhne und Töchter der Gemeinde
- Doris Hahn (* 1981), ab 2015 Abgeordnete zum Landtag von Niederösterreich